# Helge Refn
Helge Erik Lund Refn, född 5 november 1908 i Köpenhamn, död 10 maj 1985, var en dansk teaterdekoratör. 

## Biografi
Helge Refn var son till civilingenjören Hans Emil (Rasmussen) Refn och Ella Pauline Charlotte Amalie Lund och från 1935 gift med Maj Ingegärd Munk af Rosenschöld. Refn studerade dekorationsmåleri i London och för Fernand Léger i Paris. Han medarbetade 1929–1930 hos Louis Jovet på Théâtre Pigalle i Paris. Han utförde dekorationerna till Riksteaterns presentation av Pär Lagerkvists Mannen utan själ 1938 och Don Carlos på Kungliga teatern i Stockholm 1956. Refn tilldelades Eckersbergmedaljen 1951.

## Teater

### Scenografi
| År   | Produktion                               | Upphovsmän                            | Regi          | Teater            |
| ---- | ---------------------------------------- | ------------------------------------- | ------------- | ----------------- |
| 1963 | Den inbillade sjuke Le Malade imaginaire | Molière Översättning Hjalmar Gullberg | Hans Abramson | Malmö stadsteater |